# Équipe d'Albanie de football au Championnat d'Europe 2016
Cet article relate le parcours de l'équipe d'Albanie de football lors du Championnat d'Europe de football 2016 organisé en France du 10 juin au 10 juillet 2016.

## Qualifications
L'Albanie termine deuxième du groupe derrière le Portugal.
| Rang | Équipe   | Pts | J | G | N | P | Bp | Bc | Diff |  | Résultats (▼ dom., ► ext.) |     |     |     |     |     |
| ---- | -------- | --- | - | - | - | - | -- | -- | ---- |  | -------------------------- | --- | --- | --- | --- | --- |
| 1    | Portugal | 21  | 8 | 7 | 0 | 1 | 11 | 5  | +6   |  | Portugal                   |     | 0-1 | 1-0 | 2-1 | 1-0 |
| 2    | Albanie  | 14  | 8 | 4 | 2 | 2 | 10 | 5  | +5   |  | Albanie                    | 0-1 |     | 1-1 | 0-2 | 2-1 |
| 3    | Danemark | 12  | 8 | 3 | 3 | 2 | 8  | 5  | +3   |  | Danemark                   | 0-1 | 0-0 |     | 2-0 | 2-1 |
| 4    | Serbie   | 4-3 | 8 | 2 | 1 | 5 | 8  | 13 | -5   |  | Serbie                     | 1-2 | 0-3 | 1-3 |     | 2-0 |
| 5    | Arménie  | 2   | 8 | 0 | 2 | 6 | 5  | 14 | -9   |  | Arménie                    | 2-3 | 0-3 | 0-0 | 1-1 |     |

Note
-3 : Après l'interruption du match Serbie-Albanie le 14 octobre 2014, le Tribunal arbitral du sport attribua à l'origine une victoire 3-0 à la Serbie. La Serbie se vit infliger une pénalité de trois points, décision ensuite confirmée par l'Instance de contrôle, d'éthique et de discipline de l'UEFA le 24 octobre 2014. Après appel des deux fédérations, l'Instance d'appel de l’UEFA décide du maintien des sanctions le 2 décembre 2014. Un nouvel appel est alors rempli par les deux fédérations à destination du Tribunal arbitral du sport qui, le 10 juillet 2015, décide de donner la victoire définitive à l'Albanie sur le score de 3-0 et de confirmer la pénalité de trois points infligée à la Serbie,,.

## Phase finale
L'Albanie termine 3e du Groupe derrière la France et la Suisse avec 3 points.
| Rang | Équipe   | Pts | J | G | N | P | Bp | Bc | Diff |
| ---- | -------- | --- | - | - | - | - | -- | -- | ---- |
| 1    | France   | 7   | 3 | 2 | 1 | 0 | 4  | 1  | +3   |
| 2    | Suisse   | 5   | 3 | 1 | 2 | 0 | 2  | 1  | +1   |
| 3    | Albanie  | 3   | 3 | 1 | 0 | 2 | 1  | 3  | -2   |
| 4    | Roumanie | 1   | 3 | 0 | 1 | 2 | 2  | 4  | -2   |

     Équipes qualifiées ; Pts = points ; J = joués ; G = gagnés ; N = nuls ; P = perdus ;

Bp = buts pour ; Bc = buts contre ; Diff = différence de buts.
| Match 2                                              | Albanie | 0 - 1   | Suisse              | Stade Bollaert-Delelis, Lens                             |                                                          |
| 11 juin 2016 · 15 h CEST · Historique des rencontres |         | (0 - 1) | 5e Schär (Shaqiri ) | Spectateurs : 33 805 Arbitrage : Carlos Velasco Carballo | Spectateurs : 33 805 Arbitrage : Carlos Velasco Carballo |
| 11 juin 2016 · 15 h CEST · Historique des rencontres | Rapport |         |                     | Spectateurs : 33 805 Arbitrage : Carlos Velasco Carballo | Spectateurs : 33 805 Arbitrage : Carlos Velasco Carballo |

| Match 15                                             | France                                        | 2 - 0   | Albanie | Stade Vélodrome, Marseille                      |                                                 |
| 15 juin 2016 · 21 h CEST · Historique des rencontres | ( Rami) Griezmann 90e · ( Gignac) Payet 90+6e | (0 - 0) |         | Spectateurs : 63 670 Arbitrage : William Collum | Spectateurs : 63 670 Arbitrage : William Collum |
| 15 juin 2016 · 21 h CEST · Historique des rencontres | Rapport                                       |         |         | Spectateurs : 63 670 Arbitrage : William Collum | Spectateurs : 63 670 Arbitrage : William Collum |

| Match 25                                             | Roumanie | 0 - 1   | Albanie                | Parc Olympique lyonnais, Décines-Charpieu       |                                                 |
| 19 juin 2016 · 21 h CEST · Historique des rencontres |          | (0 - 1) | 43e Sadiku (Memushaj ) | Spectateurs : 49 752 Arbitrage : Pavel Královec | Spectateurs : 49 752 Arbitrage : Pavel Královec |
| 19 juin 2016 · 21 h CEST · Historique des rencontres | Rapport  |         |                        | Spectateurs : 49 752 Arbitrage : Pavel Královec | Spectateurs : 49 752 Arbitrage : Pavel Královec |